# Yūki Fukaya
Yūki Fukaya (jap. 深谷 友基 Fukaya Yūki; ur. 1 sierpnia 1982) – japoński piłkarz występujący na pozycji obrońcy. Obecnie występuje w Ehime FC.

## Kariera klubowa
Od 2005 roku występował w klubach Oita Trinita, Omiya Ardija, FC Gifu i Ehime FC.